# Kerkom
Pour la localité limbourgeoise, voir Kerckom-lez-Saint-Trond.
Kerkom est une section de la commune belge de Boutersem située en Région flamande dans la province du Brabant flamand. C'était une commune à part entière avant la fusion des communes de 1971.

## Évolution démographique
- Sources : INS, Rem. : 1831 jusqu'en 1970 = recensements, 1976 = nombre d'habitants au 31 décembre.